# Palazzi de Cesena
Les Palazzi  de Cesena sont des édifices de classe situés dans le centre historique de Cesena en Émilie-Romagne, Italie.

## Palazzo Comunale

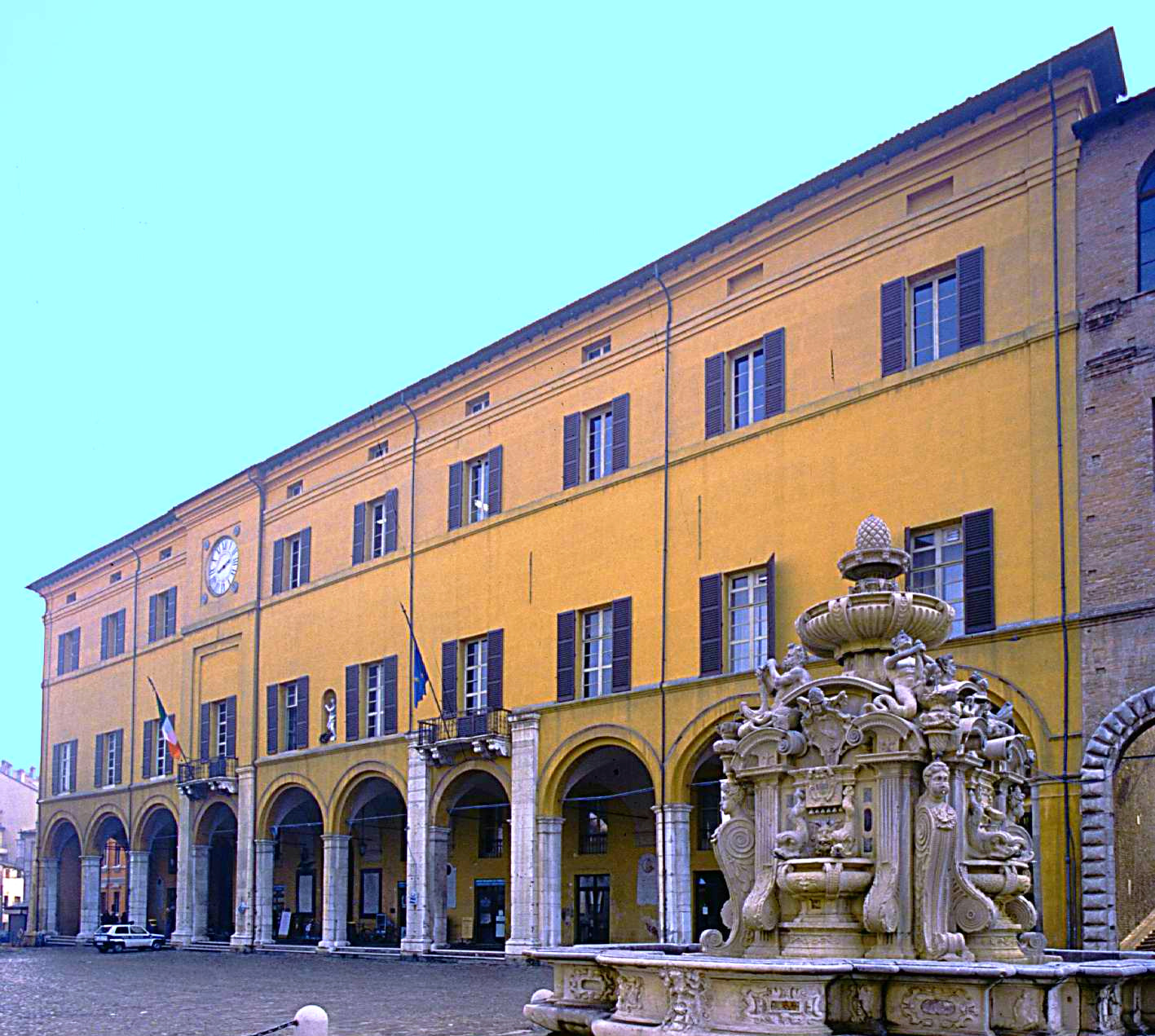
La Fontaine Masini et le Palazzo Comunale de Cesena.

Le Palazzo Comunale ou Palazzo Albornoz, de Cesena, une des façades de la Piazza del Popolo; fut construit par le Cardinal espagnol Gil Álvarez Carrillo de Albornoz à partir du milieu du XIVe siècle. L'édifice d’aujourd’hui englobe deux structures bien plus antiques : le Palatium Vetus et Palatium Novum.

## Rocchetta di Piazza

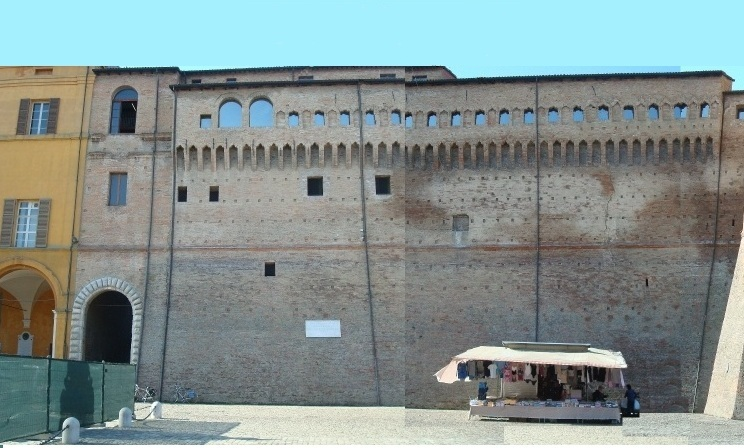
La Rocchetta Piazza del Popolo.

La Rocchetta di Piazza est un palais historique donnant sur la Piazza del Popolo, Il s’agit d’une muraille en brique, haute de plus de vingt mètres, qui communique avec la Logetta Veneziana et le Torrione Nuti (tours étroites et accolées).

## Palazzo del Ridotto
.

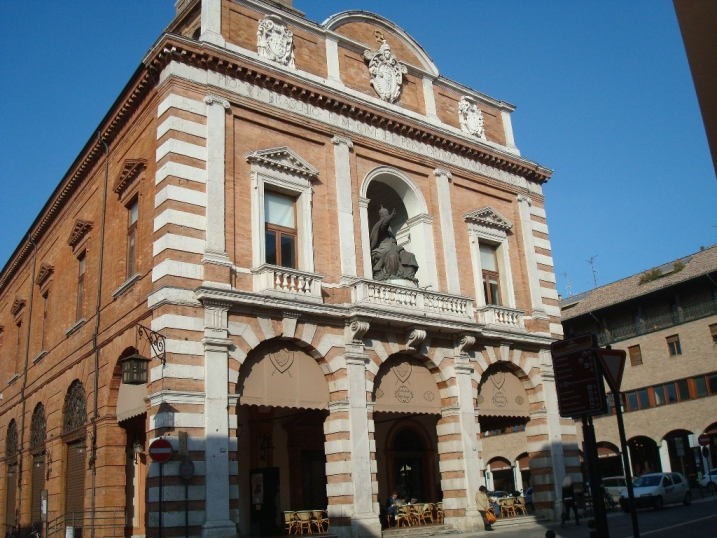
La façade principale

La construction du Palazzo del Ridotto a débuté en 1401 sur le lieu occupé précédemment par le Palazzo del Podestà, élargi entre 1466 et 1472 à la demande du pape Paul II, avec des créneaux, une loggia décorée de fresques et une tour civique. Il fut le siège du Conseil des Conservateurs, ainsi que celui du Conseil des Sages et du Conseil Municipal, qui étaient les principaux organismes représentant la commune à l’époque pontificale.

## Loggetta Veneziana et Torrione Nuti

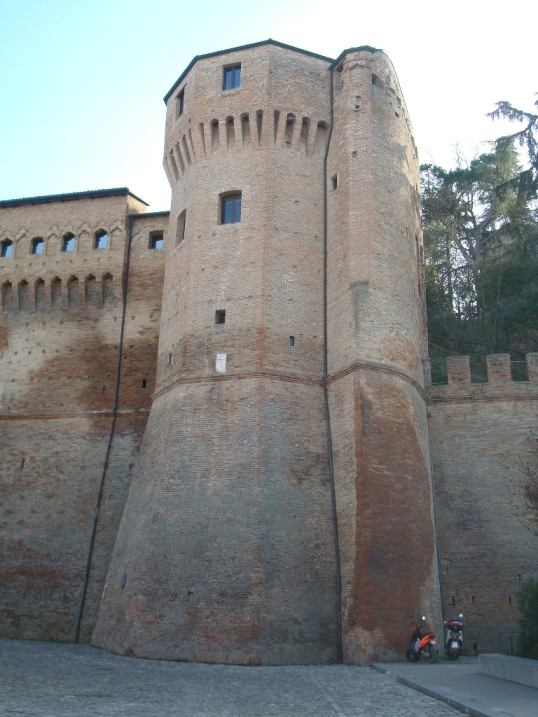
Loggetta Veneziana et Torrione

La Loggetta Veneziana de la Piazza del Popolo, à Cesena, fut construite par Andrea Malatesta en 1400 et complétée en 1466. Aujourd’hui le bâtiment héberge le musée de science naturelle.

## Palazzo Caporali
Le bâtiment datant du début du XVIIe siècle passa entre les mains des familles Stivaloni, Tonti et, en 1622, devint un collège religieux jusqu’au début du XIXe siècle où il fut acquis par la famille Caporali.

À la fin du XXe siècle le palazzo subit une série de restaurations dont la dernière, en 1984, permit de rétablir des éléments du XVIe siècle, y compris les balcons donnant sur la cour. Le long de la via Caporali, le soubassement de brique et les barbacanes à l’origine étaient entourées des eaux du torrent Cesuola. Côté rue, la façade finement travaillée présente deux fenêtres à meneaux du XVIe siècle, placées en haut de la cage d’escalier, composées d'arches soutenues par des colonnes à chapiteaux corinthiens.

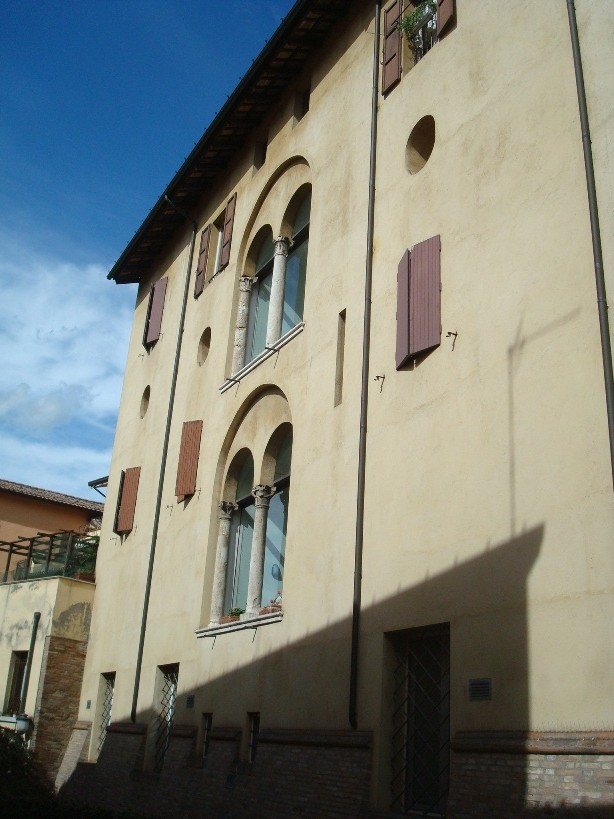
Palazzo Caporali
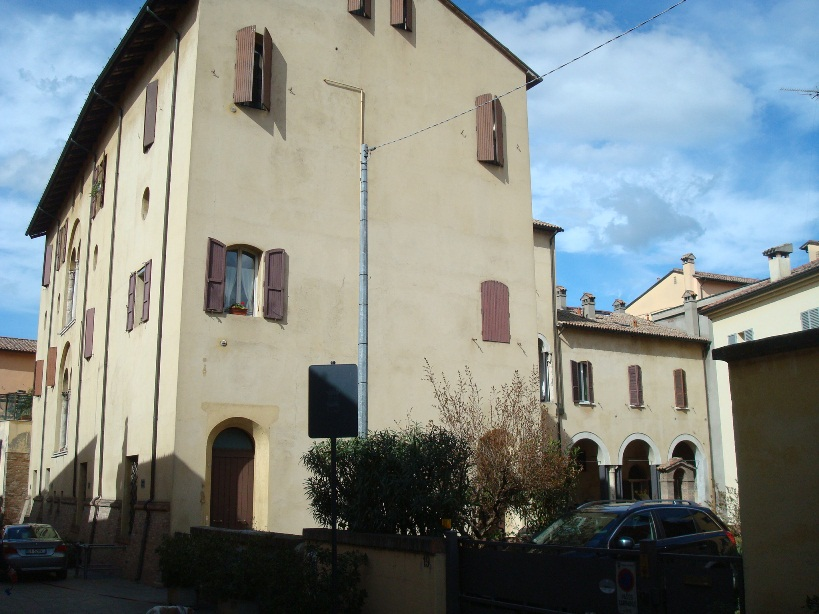
Palazzo Caporali

## Palazzo Ghini
Le Palazzo Ghini se trouve au centre historique de Cesena en Émilie-Romagne (Italie); bâti sur une zone dont les fouilles archéologiques ont révélé la présence de nombreux vestiges romains du IIIe-IIe siècle av. J.-C.

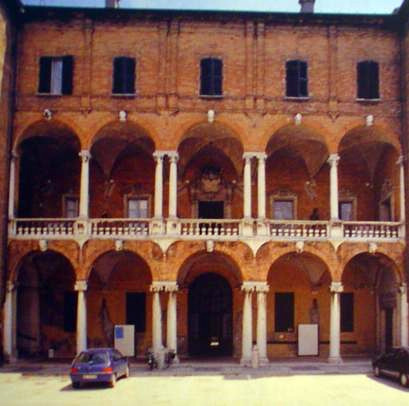
Palazzo Ghini

HistoireGiovanni II, de la noble maison des Ghini de Sienne, acquit la propriété en 1654, date à laquelle la famille se transféra à Cesena. Le bâtiment est aujourd'hui le résultat de la soumission que les frères Giacomo, Francesco et Alessandro Bruno firent en  1680 au grand architecte Pier Mattia Angeloni de Cesena.

Ce fut Monseigneur Ghino Ghini, un des personnages les plus en vue de la culture citadine entre le XIXe et le XXe siècle, qui a donné au palazzo la connotation de résidence ecclésiastique qui se perpétue jusqu’à nos jours. Entre autres, le palazzo fut, selon sa volonté, une résidence des Jésuites de Cesena, qui y organisèrent une école apostolique de 1942 à 1962.
le PalazzoLa façade, que les trous d’échafaudage rendent incomplète, a une structure massive et imposante ; sur les bordures de pierre d’Istrie se trouvent les armoiries du pape Pie VI. La façade interne du courtil présente un des ensembles les  plus évocateurs de tout Cesena : il s’agit d’une très belle galerie à trois niveaux, avec colonnes en pierre blanche à la partie inférieure, depuis laquelle on a une vue sur la face latérale de la bibliothèque Malatestiana.

Du grand escalier on accède à une loggia ornée de quatre statues de Francesco Calligari (Minerva, Cerere, Gloria et Marte); de là on accède au grand salon d’honneur, décoré par le peintre Giacomo Bolognini, réalisé entre 1719 et 1721.

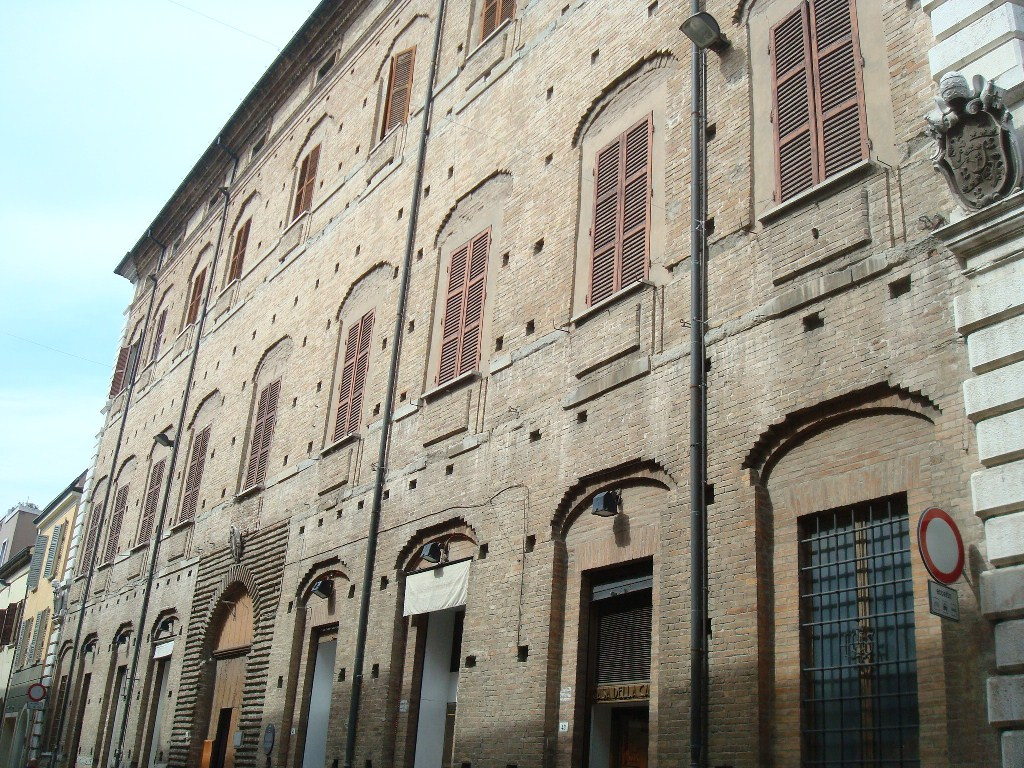
Palazzo Ghini façade côté rue
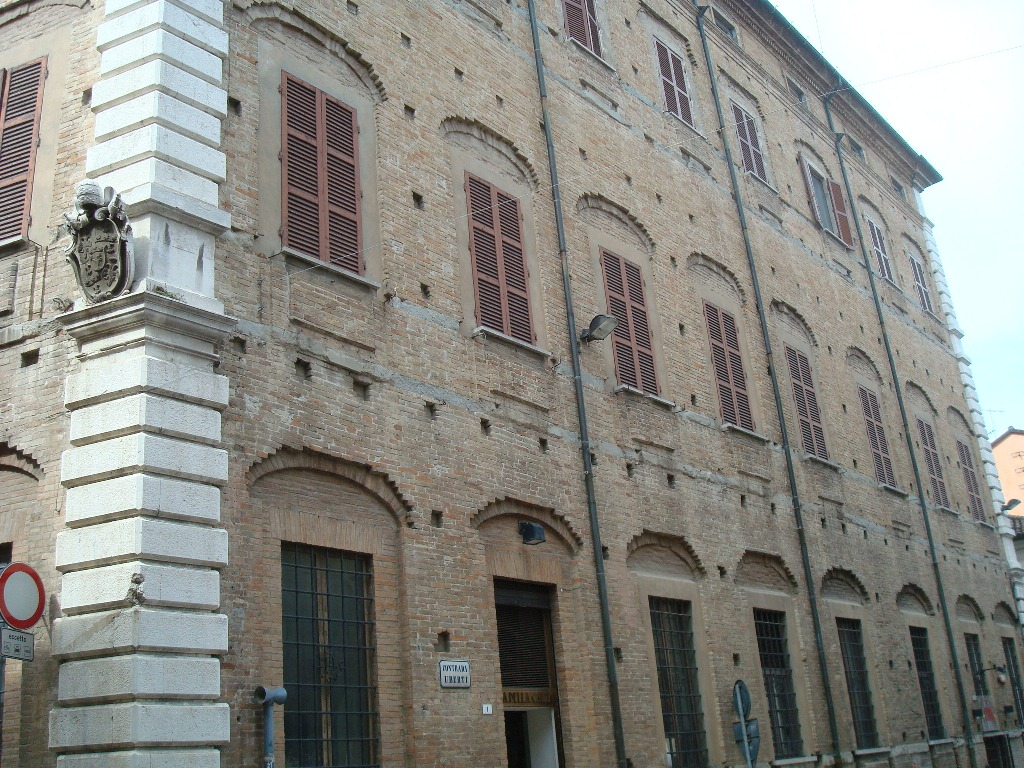
Palazzo Ghini, façade latérale
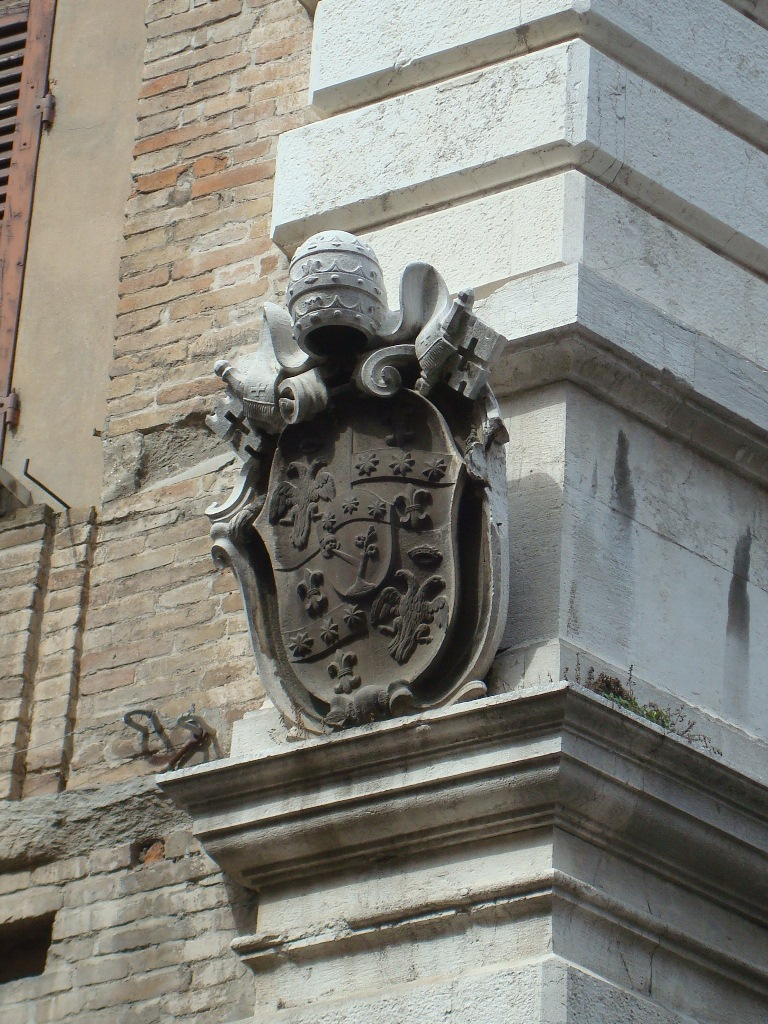
Palazzo Ghuni, emblème
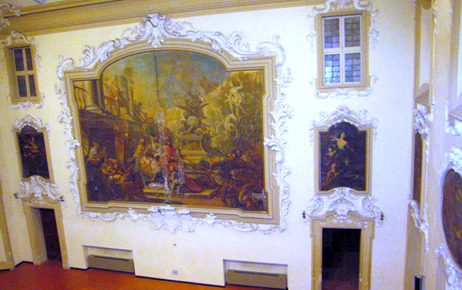
Fresque du grand salon

## Palazzo Mazzoli-Ghini

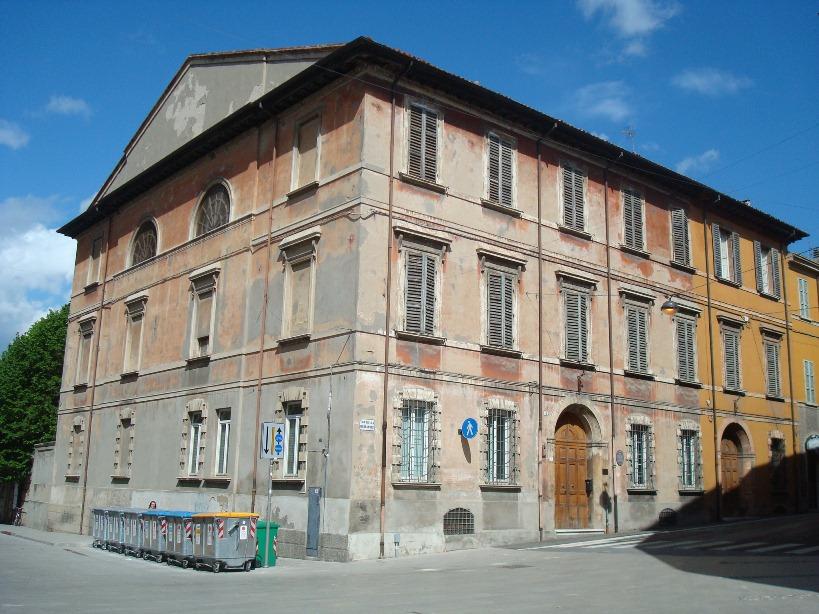
Palazzo Mazzoli-Ghini

Érigé par la famille Ragazzini à la fin du XVIIIe siècle par l’architecte Leandro Marconi de Mantoue, il fut ensuite acheté par Federico Mazzoli, puis par contrat de mariage, passa aux mains de la famille Ghini dans la seconde moitié du XIXe siècle.

Décoration intérieure de Marconi : le grand escalier style classique de la Renaissance, le dôme de faux marbre avec fresques de Vénus et Cupidon et dans le salon d’honneur des représentations en trompe-l’œil à la base du plafond.

## Palazzo Braschi

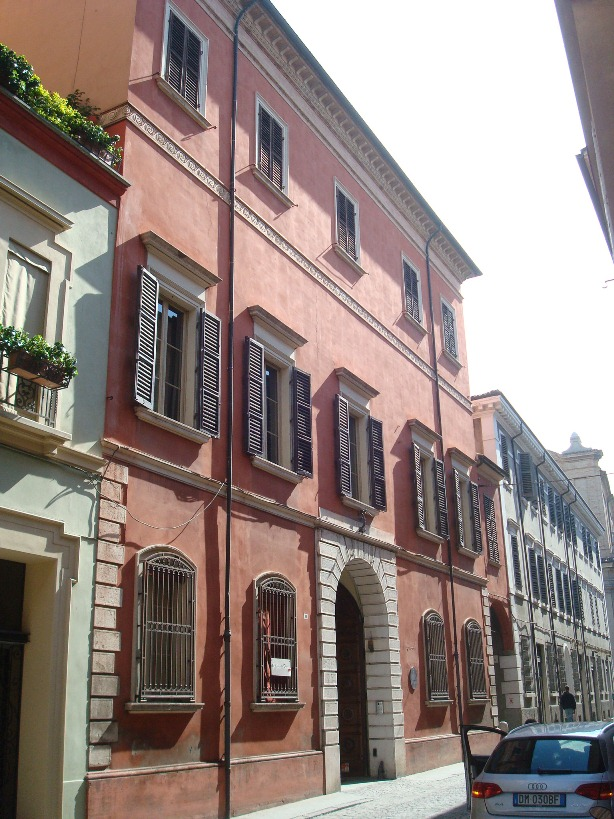
Palazzo Braschi

En 1717, le palazzo vit la naissance de Gian Angelo Braschi, pape de 1775 à 1799 sous le nom de Pie VI

La façade est l’œuvre de l’ingénieur Curzio Brunelli (1757-1827). Au premier étage, le plafond de bois à corniche de stuc, la chapelle  privée de style tard-baroque et décorée de fresques florales sur les boiseries du plafond, ainsi que l’emblème du pape au-dessus de la porte. Certaines décorations de la seconde moitié du XIXe siècle sont attribuées au peintre Lucio Rossi de Cesena.

## Palazzo Masini

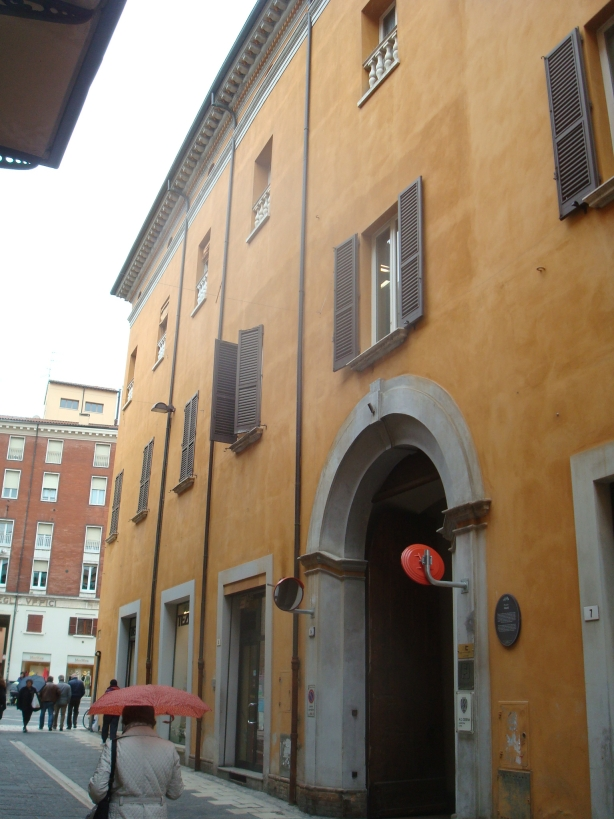

Remontant vraisemblablement au XVIIIe siècle, un grand escalier à balustrade de marbre mène à l’étage d’habitation décoré par des artistes locaux, entre la fin du XVIIIe et la seconde moitié du XIXe siècle, comme Francesco Masini, Angelo Masini et Lucio Rossi. Le salon est orné des armoiries des familles Masini, Bernardini della Massa et Marcosanti, propriétaires successifs du palazzo.

## Palazzo Chiaramonti
Le Palazzo Chiaramonti est situé dans la Contrada du même nom dans le centre historique de Cesena.

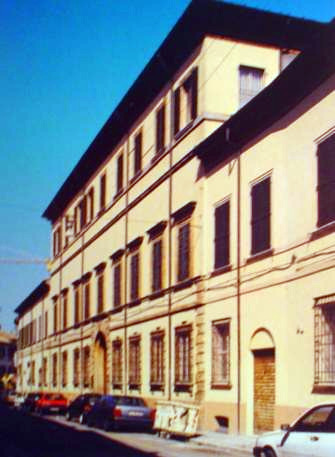
Palazzo Chiaramonti

L'édifice fut commissionné au début du XVIIIe siècle par Giovanni Gaetano Carli et reçut la décoration picturale de Giuseppe Milani dans les années 1780.
En 1807, le pape Pie VII acheta le palazzo aux Carli et le donna à son neveu Scipione Chiaramonti. C’est ici que le pontife de retour d’exil, vécut pendant son séjour dans sa ville natale de Cesena (1814).
 
Dans la seconde moitié du XIXe siècle, le palazzo subit de nouvelles modifications : ouverture d’une sortie sur la via Sacchi et de nouvelles décorations intérieures réalisées par Lucio Rossi.

Soumis à la législation des bâtiments historiques en 1910, il subit quelques dégâts pendant la débâcle des troupes allemandes à la fin de la Seconde Guerre mondiale.

La façade du Palazzo Chiaramonti est sobre parce qu’il ne fut jamais achevé, tandis qu’à l'intérieur l'escalier monumental avec la fresque de Olympus de Giuseppe Milani, mène à une grande salle avec des peintures du même Milani, entre autres L'allégorie de la vie et du jour .

## Palazzo Bagioli
Propriété de la famille Bagioli depuis 1869, il fut construit en 1832 par la famille Pasini sur un terrain mis en vente par l’administration française, sur lequel s’élevait depuis 1247 le petit Oratorio francescano della Madonna dell'Orto (oratoire franciscain de la Madone de l’Orto). L'habitation, construite autour de deux courtils, présente au rez-de-chaussée une série de salles au plafond finement décoré, et au premier étage, des paysages peints sur les murs, selon l'influence de Jacob Philipp Hackert.

## Palazzo Guerrini Bratti
Le Palazzo Guerrini Bratti est un édifice monumental de la contrada Chiaramonti de Cesena. Il fut édifié entre 1792 et 1796 sur un lieu habité d’origine malatrestienne probable, selon un projet de l’architecte Leandri Marconi. La petite façade du palazzo présente un soubassement de pierre et une partie supérieure plâtrée et décorée de fresques du XVIe siècle. Sur les côtés du portail à ogive en arc, les emblèmes de la famille Guerrini Bratti. Le salon est décoré de sujets mythologiques, alignés sur les ornementations de style néo-classique présentes dans le bâtiment. Les chambres sont décorées des fresques représentant Hercule, Lucifère et l’allégorie de la Liberté.

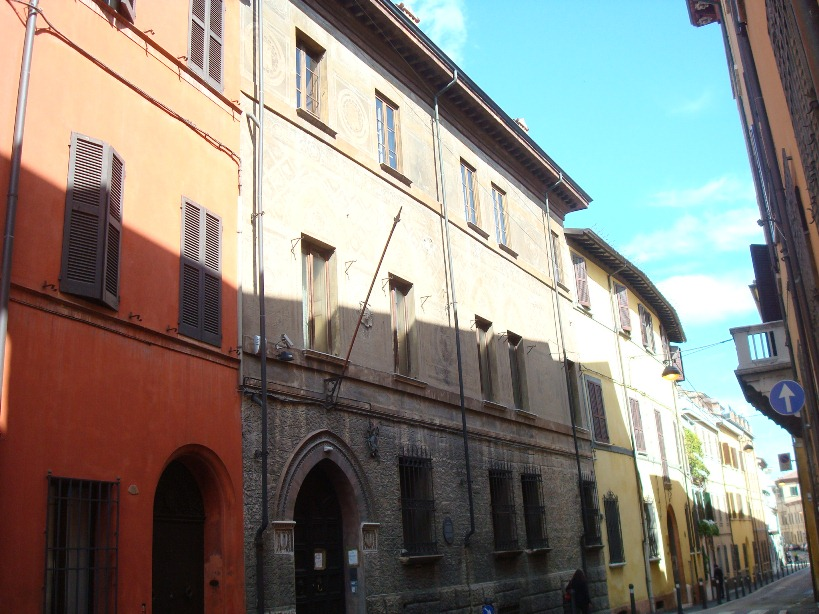
Palazzo Bratti
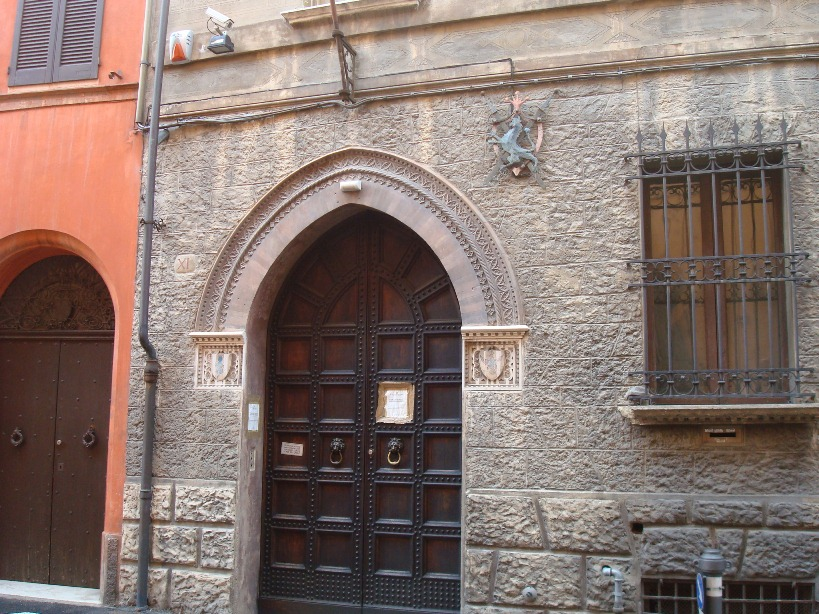
Entrée du palazzo

## Palazzo Guidi
Le Palazzo Guidi remonte au début des années 1700, fut vendu aux Guidi qui l’agrandiront selon une structure à deux corps. Cette famille de la noblesse locale reçut des personnages illustres comme Victor-Emmanuel II roi de Sardaigne en 1741, Napoléon le 5 février 1797 ainsi que Giuseppe Garibaldi en route pour aller défendre la Repubblica Romana du 5 au 8 décembre 1848.

Au début du Xxe siècle, le palazzo devint propriété communale pour être transformé en école après de substantielles modifications.<bt/>
C’est, aujourd’hui le siège du Conservatoire B. Maderna.

À noter la façade externe avec son corps central en retrait et ses magnifiques fresques sculptées du début XXe siècle. L’étage habitable se distingue par son plafond recouvert de fresques, dont l’ Allegoria dell'Aria de Giuseppe Milani de la seconde moitié du XVIIIe siècle, et divers autres artistes comme G. Guidi et A. Masini du XIXe siècle .

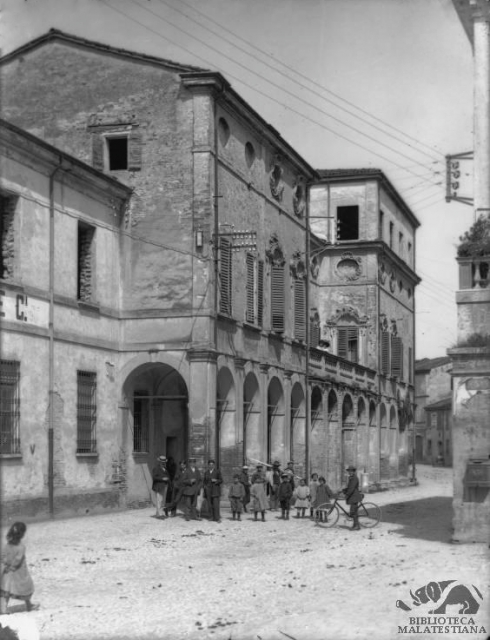
La Palazzo en 1910
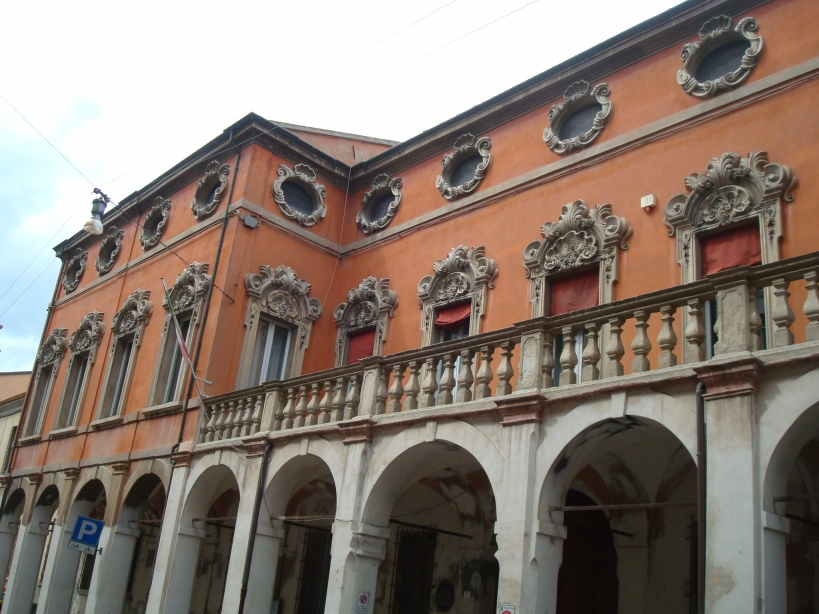
Cesena-Palazzo Guidi
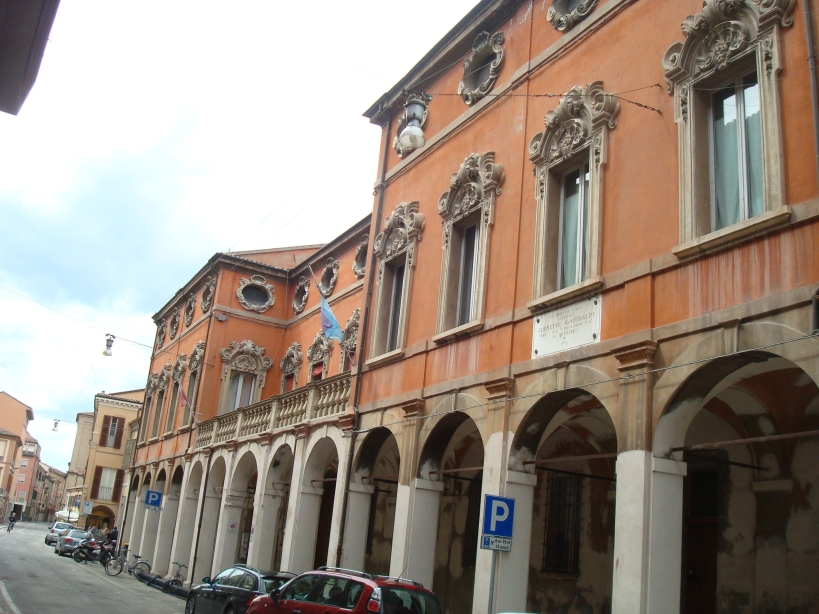
Cesena-Palazzo Guidi
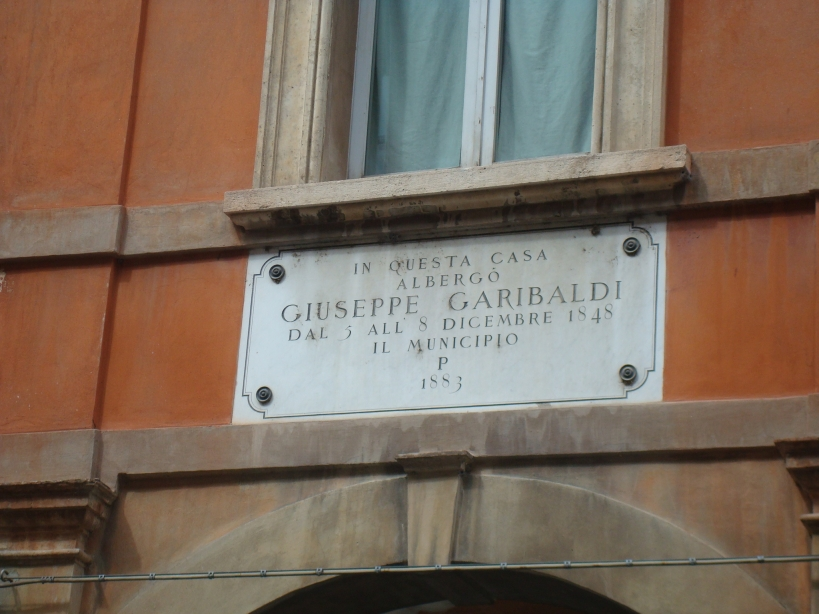
Palazzo Guidi, hommage à Garibaldi

## Hôpital de la Sainte Croix
L’Ospedale del Santissimo Crocifisso (hôpital de la Sainte Croix), construit vers le milieu du XVe siècle par la volonté de Domenico Malatesta Novello, fut reconstruit à partir de 1776 et achevé en 1795 par l’architecte Agostino Azzolini, qui respecta le plan architectural malatestien et réinséra le portail de bois de Giorgio Razzani (1631).

Dans les années 1950, le palazzo fut démoli et reconstruit en sauvegardant toute la façade du XVIIIe avec ses galeries voûtées et son portail.

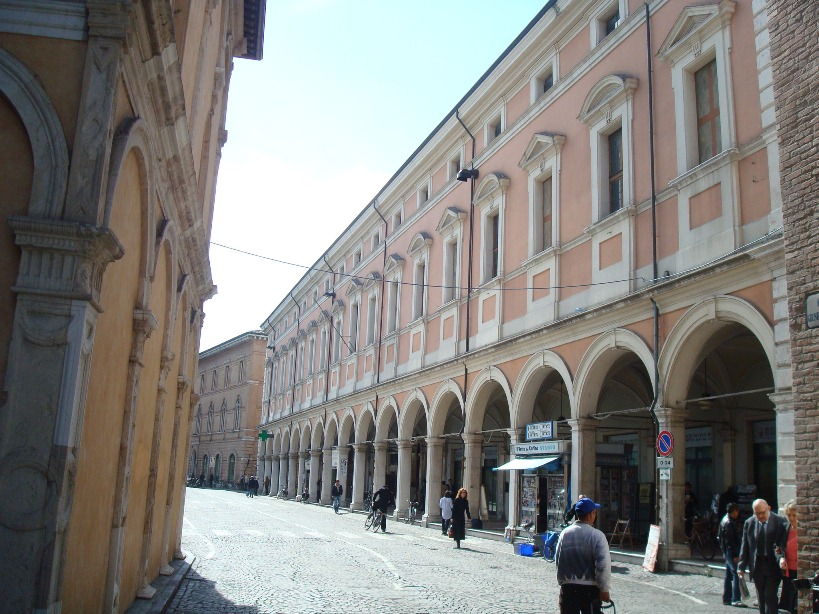
Palazzo Santissimo Crocifisso
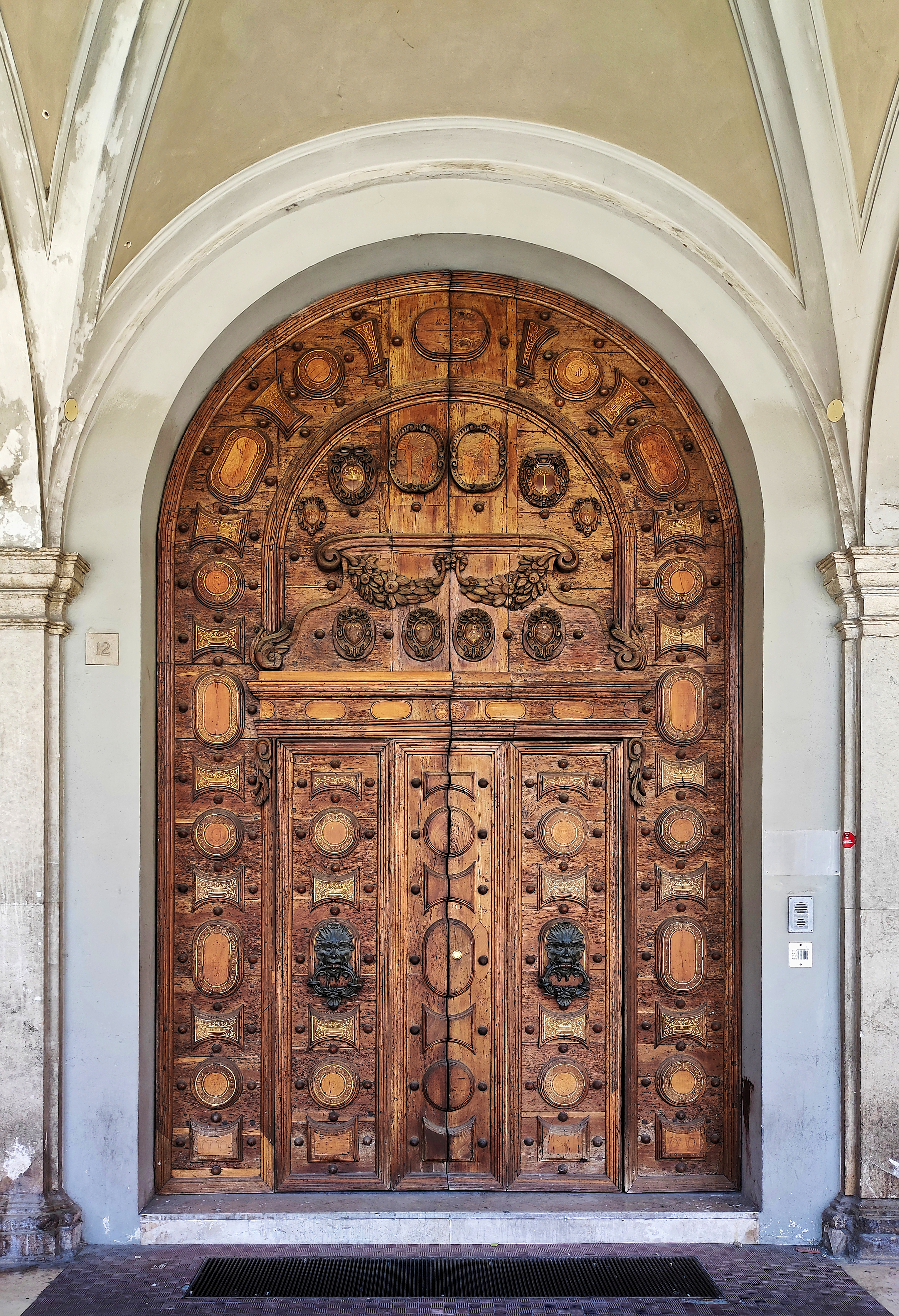
Portail du Palazzo

## Cassa di Risparmio

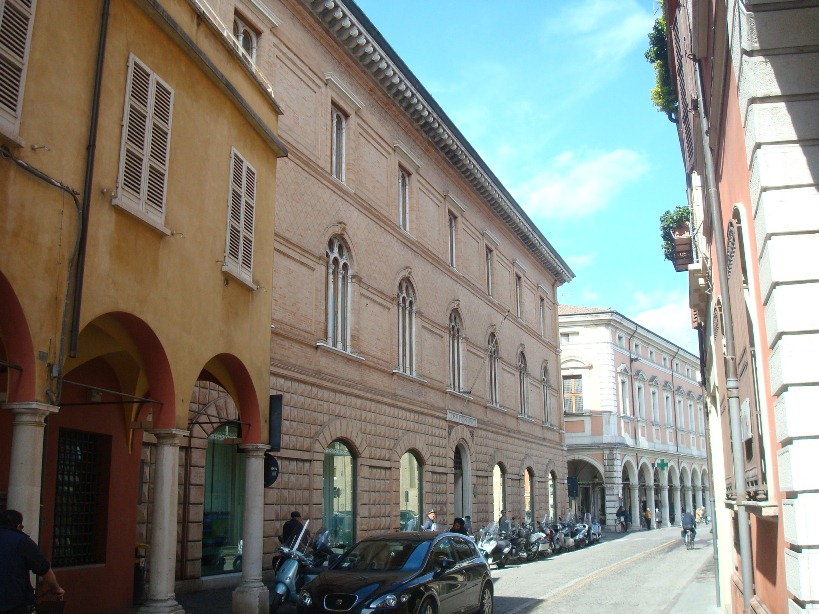
la cassa di risparmio de Cesena

La Cassa di Risparmio est actuellement le siège de la caisse d’épargne.
Anciennement le bâtiment était un couvent des moines Célestins du XIVe siècle, agrandi en 1682, supprimé et démoli au XIXe siècle. En 1876, le siège de la banque fut construit sur les ruines du couvent par l’architecte Coriolano Monri de Pérouse.

L’intérieur possède des très beaux plafonds décorés en style éclectique Par Lucio Rossi.
Des fouilles archéologiques réalisées dans la cour interne ont mis au jour de nombreux dallages de mosaïques, datés de la République romaine à l’époque byzantine, et une structure abyssale appartenant  probablement à l’église médiévale de San Geminiano.

## Palazzo Locatelli
Le Palazzo Locatelli, exemple unique de la structure de "Casa-Torre" (maison-tour) de l’époque malatestienne, appartenant à la famille Tiberti, fut restauré vers la fin du XVIIe siècle par Pier Mattia Angeloni et privé de sa tour à la suite de l’incendie de 1797.

À noter l’importante rampe de 1658 par Romanino, le grand escalier et les fresques intérieures de Giuseppe Milani.

## Palazzo Nori-Canestri Trotti
Le Palazzo Nori-Canestri Trotti, construit en 1869, situé à l'extérieur du siège de la Caisse d'épargne dans la via Garibaldi, ce palais est sous la contrainte des biens culturels (conservation du patrimoine).

## Palazzo Nadiani-Roverella
Le Palazzo Nadiani-Roverella, ancien siège des sœurs Bénédictines du Saint Esprit, acheté par le conte Roverella en 1866, fut ensuite cédé en héritage à la Congrégation de la charité qui le destina ensuite à l’accueil des personnes âgées; aujourd’hui les palazzi Nadini et Roverella sont encore le siège de la Casa di Riposo Roverella (maison de repos Roverella).

## Palazzo Romagnoli

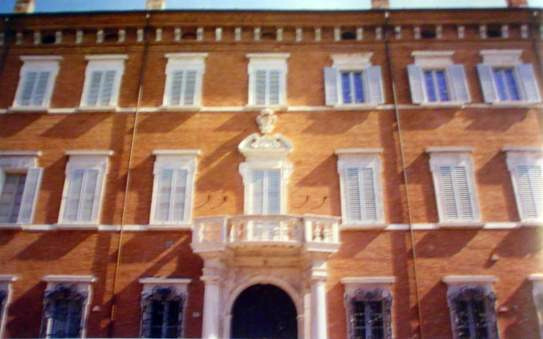
Le Palazzo Romagnoli

Le Palazzo Romagnoli est un édifice monumental et historique de Cesena, édifié au XVIIIe siècle par le Marquis Michelangelo Romagnoli (1719-1780), selon un projet de l’architecte Pietro Carlo Borboni et décoré par le peintre Giuseppe Milani.

Le bâtiment est actuellement le siège de la bibliothèque juridico-économique "Giovanni Ghirotti".

## Palazzo Sirotti Gaudenzi
Le Palazzo Sirotti Gaudenzi, propriété des contes Pasolini depuis le XVIIIe siècle, passa aux propriétaires actuels à la fin du XIXe. La façade est décorée de bas-reliefs à figures mythologiques, les décorations internes du début du XIXe siècle sont de Felice Giani.

## Palazzo Urbinati
Le Palazzo Urbinati, né de la fusion d'édifices précédents, fut acquis en 1804 par la famille Urbinati et transformé dans un style néo-classique. La façade réalisée par Curzio Brunelli en 1810, est ornée de fins reliefs représentant des scènes de l’histoire romaine. À l’intérieur se trouvent le grand escalier à double rampe (1809) et les fresques d’Angelo Masini.

## Sources
- (it) Cet article est partiellement ou en totalité issu de l’article de Wikipédia en italien intitulé « Palazzi di Cesena » (voir la liste des auteurs) le 18/04/2012.